# Micropentila
Micropentila är ett släkte av fjärilar. Micropentila ingår i familjen juvelvingar.

## Bildgalleri

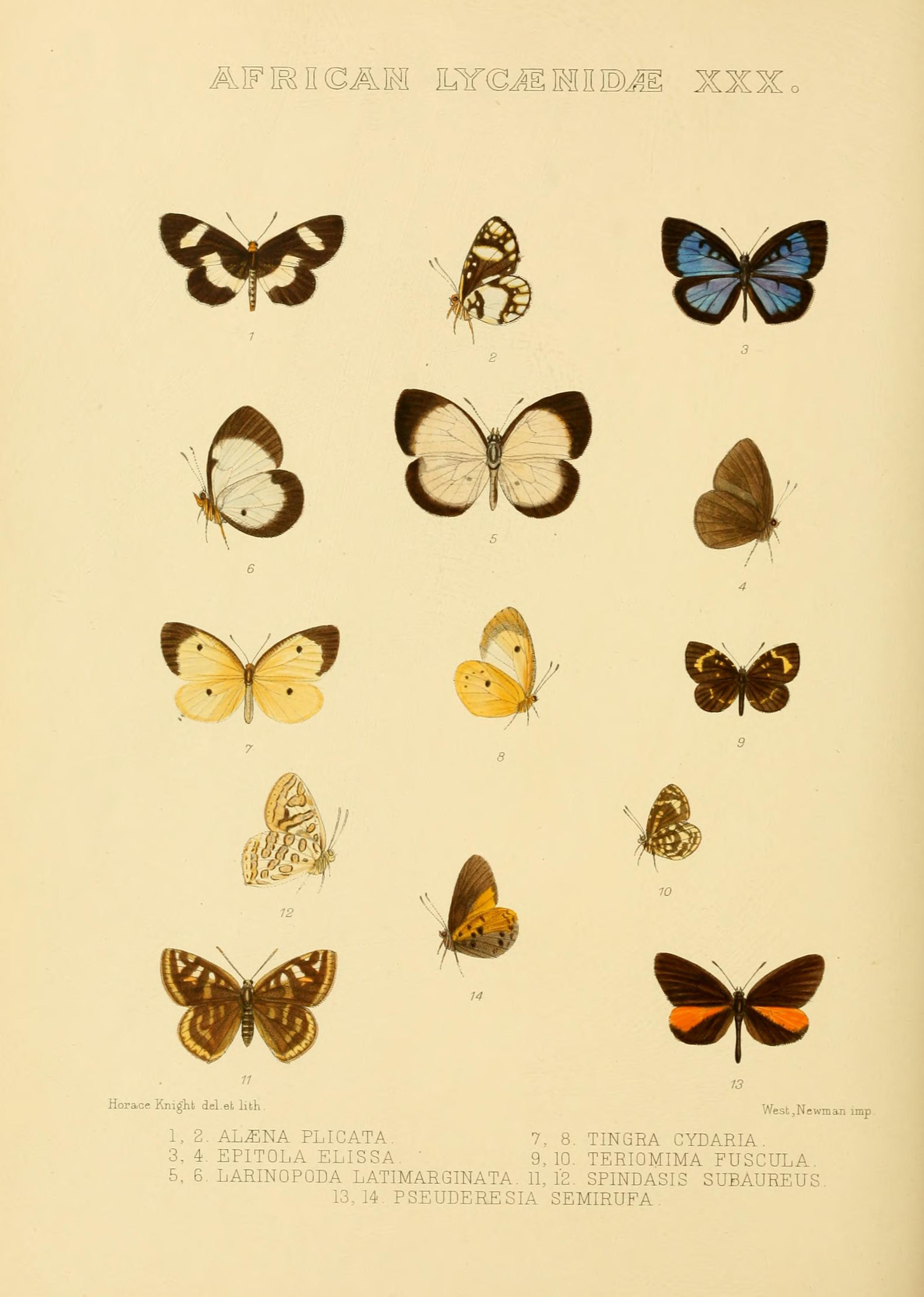
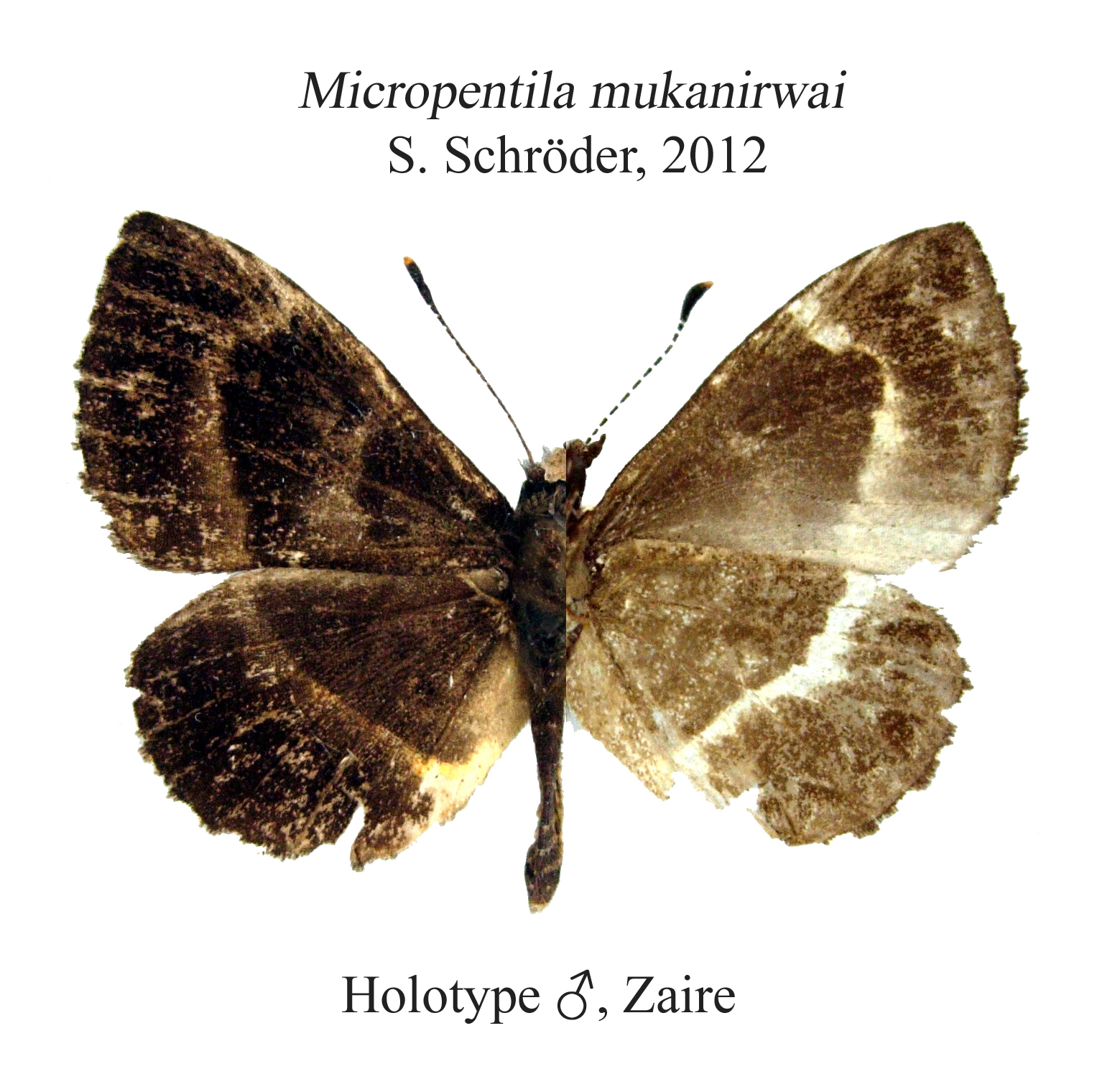

## Dottertaxa tillMicropentila, i alfabetisk ordning[1]
- Micropentila adelgitha
- Micropentila adelgunda
- Micropentila alberta
- Micropentila bakotae
- Micropentila bitjeana
- Micropentila brunnea
- Micropentila bunyoro
- Micropentila catocala
- Micropentila centralis
- Micropentila cherereti
- Micropentila cingulum
- Micropentila dorothea
- Micropentila flavopunctata
- Micropentila fontainei
- Micropentila fulvula
- Micropentila fuscula
- Micropentila gabunica
- Micropentila jacksoni
- Micropentila katangana
- Micropentila katerae
- Micropentila kelleana
- Micropentila mabangi
- Micropentila mamfe
- Micropentila mpigi
- Micropentila nigeriana
- Micropentila ogojae
- Micropentila sankuru
- Micropentila souanke
- Micropentila subplagata
- Micropentila triangularis
- Micropentila ugandae
- Micropentila victoriae
- Micropentila villiersi